# Henri de Farcy
Henri Marie Paul Annibal de Farcy de La Ville du Bois, né le 21 mai 1914 à Rennes et mort le 17 décembre 1983 dans le 15e arrondissement de Paris, est un jésuite français. Il a été un économiste agricole de renom, chargé de missions auprès de la FAO, de la Banque mondiale, et du Vatican.

## Biographie
Henri de Farcy est le fils d'Olivier de Farcy de La Villedubois, officier d'infanterie, et de Cécile Le Gonidec de Traissan.
Il entre au noviciat de la Compagnie de Jésus en 1931. Élève-aspirant de réserve en juin 1940, il fait partie des Cadets de Saumur, et dirige le repli de l'île de Gennes après la mort de son lieutenant,.
Il est ordonné prêtre en 1945. Titulaire de la croix de guerre 1939-1945, il devient professeur à l'institut d'études sociales de l'Institut catholique de Paris, ainsi que professeur puis directeur des études à l'École supérieure d'agriculture d'Angers.
Il est membre de l'Académie d’agriculture de France (1966), président d'honneur de l'Académie des sciences commerciales (1969), lauréat en 1979 du prix Léon Faucher de l'Académie des sciences morales et politiques pour l'ensemble de son œuvre.

## Décorations
- Croix de guerre 1939–1945
- Officier de l'ordre du Mérite agricole (1966)[5]

## Publications
- Paysans du Lyonnais., Andin, 1950.
- Que rapporte l'exploitation agricole ?, Angers, 1951.
- L'agriculteur à la conquête de son marché. Expériences américaines, SPES, 1958.
- L'agriculture et la promotion des ventes, Bruxelles, 1958.
- Produire et vendre. L'action commerciale de l'agriculteur, SPES, 1961.
- Organiser l'abondance, SPES, 1964.
- Commerce agricole et développement, SPES, 1966.
- Débouchés agricoles, 1966.
- Tourisme et milieu rural : un débouché rentable pour l'agriculture, Flammarion, 1967.
- Vers une morale des affaires, Ed. Ouvrières, 1969.
- L'économie agricole, Sirey, 1970.
- La distribution des produits agricoles, Ed. Techniques, 1970.
- L'espace rural, Que sais-je?, 1975.
- La propriété agricole, Que sais-je?, 1978.
- Un million d'agriculteurs à temps partiel, Centurion, 1979.

## Sources
- Les Jésuites, par Rachid Haddad, Éditions Beauchesne, 1985.
- Publications : bibliothèque AgroParisTech